# La Manzana Uno
La Manzana Uno är en ort i Mexiko.   Den ligger i kommunen El Arenal och delstaten Hidalgo, i den sydöstra delen av landet, 90 km norr om huvudstaden Mexico City. La Manzana Uno ligger 2 109 meter över havet och antalet invånare är 888.
Terrängen runt La Manzana Uno är kuperad österut, men västerut är den platt. Runt La Manzana Uno är det ganska tätbefolkat, med 90 invånare per kvadratkilometer. Närmaste större samhälle är San Salvador, 14,4 km nordväst om La Manzana Uno. Omgivningarna runt La Manzana Uno är i huvudsak ett öppet busklandskap.